# Verduzzo trevigiano
Il Verduzzo trevigiano è un vitigno a bacca bianca coltivato principalmente in Veneto, utilizzato negli uvaggi di alcuni vini a D.O.C. e a I.G.T.

## Storia
Il Verduzzo trevigiano è stato spesso confuso con il Verduzzo friulano, anche se i due vitigni sono estremamente diversi, tanto nella forma fogliare quanto nel grappolo.
Sembra che sia stato introdotto in Veneto dalla Sardegna agli inizi del Novecento, ma non è ancora stato connesso ad altre cultivar dell'isola.

## Caratteristiche

### Germoglio
Lungo da 10 a 20 cm, con asse curvato e lunghi peli piuttosto radi. Alla fioritura è piccolo e cotonoso, verde chiaro sfumato di rosa.
Foglioline apicali superiormente pubescenti e feltrate inferiormente.

### Tralcio
- erbaceo: sezione trasversale leggermente schiacciata, superficie striata, verde con striature, vinose.[1]
- legnoso: sezione quasi circolare, nocciola chiaro con sfumature marrone, nodi scuri, internodi da 8 a 10 cm, gemme globose e sporgenti.[1]

### Tronco
Robusto.

### Viticci
Bifidi e trifidi, intermittenti.

### Infiorescenza
Lunga 10-12 cm, piramidale o cilindro-conica.

### Fiore
Normale fiore ermafrodita.

### Foglia
Di media grandezza, pentagonale, orbicolare, a cinque lobi. La pagina superiore è verde chiara e opaca, quella inferiore molto chiara e feltrata. La colorazione autunnale delle foglie è tipicamente giallastra.

### Picciolo
Corto, di media grossezza. Di colore verde, sfumato di rosso da un lato.

### Grappolo
Lungo circa 15-20 cm, cilindro-piramidale, alato, di media compattezza; peduncolo lungo, sottile, verde.

### Acino
Di medie dimensioni, ovoidale. La buccia è verde, punteggiata e sottile. La polpa è dolce.

### Vinaccioli
1-2 per acino, piccoli.

## Diffusione
Il vitigno è coltivato nelle provincie di Pordenone, Treviso e Venezia.

## Viticoltura
Di buona vigoria, con produzione buona e costante. 
Viene utilizzato esclusivamente per la vinificazione, nelle DOC Lison-Pramaggiore, Piave, Venezia e Delle Venezie e in alcune IGT.